# Wychavon
Wychavon est un district non-métropolitain du Worcestershire, en Angleterre. Il a été créé le 1er avril 1974 par le Local Government Act de 1972. Il comprend notamment les villes de Pershore, où siège le conseil de district, Droitwich Spa, Evesham et Broadway.